# Android Things
Android Things (nome in codice Brillo) è una piattaforma di sistema operativo di tipo embedded basata su Android di Google, annunciata a Google I/O 2015. È destinata all'uso su dispositivi Internet delle cose (IoT) a basso consumo e con memoria limitata, che di solito sono costruiti da diverse piattaforme MCU. Come ogni sistema operativo IoT è progettato per funzionare con appena 32-64 MB di RAM. Supporterà Bluetooth Low Energy e Wi-Fi. Insieme a Brillo, Google ha anche introdotto il protocollo Weave, che questi dispositivi possono utilizzare per comunicare con altri dispositivi compatibili.
Google fornisce implementazioni OEM di Android Things progettate per la produzione di altoparlanti intelligenti basati su Google Assistant e display intelligenti che eseguono uno dei due sistemi su circuito integrato "Home Hub" di Qualcomm. I prodotti sono stati sviluppati da JBL, Lenovo e LG Electronics.